# Ten Laps to Go
Ten Laps to Go (King of the Speedway) és una pel·lícula de drama i acció de 1938 de producció estatunidenca dirigida per Elmer Clifton. És protagonitzada per Rex Lease en el paper de campió d'automobilisme, Duncan Renaldo com el seu rival, i Muriel Evans, per la qual tenen un interés romàntic. Marie Prevost té un paper menut en la pel·lícula, el qual seria l'últim de la seua carrera; menys de sis mesos més tard va morir degut a la malnutrició i l'alcoholisme.